# Paradies der flotten Sünder
Paradies der flotten Sünder, auch in der Schreibweise Das Paradies der flotten Sünder ist eine deutsche Filmkomödie aus dem Jahr 1968. Der Episodenfilm besteht aus vier Einzelsegmenten, die die Regisseure Géza von Cziffra, August Rieger und Rolf Olsen umsetzten.

## Handlung
Rahmenhandlung: Ignaz Hirnbeißer kommt in das Reisebüro Dolce Vita von Inhaber Alfonso Jäckele. Der flucht über die schlecht laufenden Geschäfte, ziehen die Leute es doch vor, mit ihrem eigenen Wagen in den Urlaub zu fahren. Herr Hirnbeißer will ohne seine Frau Urlaub machen, hat jedoch nur 800 Mark zusammengespart. Herr Jäckele rät ihm, mit dem Auto zu fahren (es folgt die Episode Der Führerschein), rät ihm von Wien (Wohnung zu vermieten) und Mexiko (Happening in Meciko) ab und berichtet ihm, dass das Salzkammergut das Paradies der flotten Sünder sei (Gedränge unterm Himmelbett). Obwohl Hirnbeißer gerne dorthin will, wo die „Playgirls“ herumlaufen, bucht er am Ende keinen Urlaub. Er erklärt Jäckele, der nervlich am Ende ist, dass er selbst auch Reisebüroinhaber sei.

### Der Führerschein
Herr Hisel hat Grund zum Feiern. Der Vater zahlreicher Kinder wird zum 25. Mal die Führerscheinprüfung ablegen. Frau Hisel hofft, dass ihr Mann es diesmal schafft, will die Familie doch in den Urlaub fahren. Herr Hisel zeigt schon bei der theoretischen Prüfung, dass er keine Ahnung hat. Dennoch wird er zur praktischen Prüfung zugelassen, bei der er in der Vergangenheit bereits zahlreiche Prüfer verschlissen hat. Die Prüfung verläuft chaotisch, so biegt Hisel unter anderem falsch in eine Einbahnstraße ein und rammt am Ende eine Zapfsäule, als der Prüfer ihn entnervt zu einer Tankstelle lotst. Das Benzin läuft aus und Hisel führt eine Explosion herbei, als er sich eine Zigarette anzündet und das Streichholz achtlos wegwirft. Am Ende sieht man Hisel mit seiner Familie zu Fuß in den Urlaub wandern.

### Wohnung zu vermieten
Heinz Haller lebt in einer großen Altbauwohnung in Wien. Er geht zu einer Feier, von der er erst am nächsten Tag zurückkehren wird. Haushälterin Elsa soll solange auf die Wohnung aufpassen. Kurz nachdem Heinz gegangen ist, erscheint Elsas Freund. Elsa ist eine Diebin, die sich als Stubenmädchen verkleidet schon in zahlreiche Haushalte eingeschlichen hat. Nun will sie mit ihrem Freund mal wieder türmen, doch lagert im Haus kein Bargeld. Kurzerhand geben sie sich als Ehepaar Haller aus und vermieten die Wohnung noch am selben Abend an die junge Helga. Die soll eigentlich bei ihrer Tante Grete wohnen, hat jedoch darauf keine Lust. Sie zahlt Elsa die geforderten 10.000 Schilling Kaution und nimmt gerade ein Vollbad, als Heinz nach Hause kommt. Nach einigem Chaos klärt sich alles auf und beide wollen gerade zusammen essen, als Tante Grete erscheint. Helga sperrt Heinz ins Bad ein, wo er die versteckte Verkleidung von Elsa findet. Kurzerhand verkleidet er sich als Frau und stellt sich Grete als Stubenmädchen vor. Die ist so begeistert, dass sie die falsche Elsa mit auf ihr Anwesen nimmt, wo nun auch Helga wohnt. Heinz wird sowohl von Chauffeur Franz als auch vom Baron umworben. Als Grete in der Zeitung liest, dass Elsa als Betrügerin gesucht wird, will sie Heinz festnehmen. Sie überrascht ihn, als er gerade seine Verkleidung ausgezogen hat, und fällt vor Schreck in den Swimming Pool. Am Ende landen alle im Wasser und Heinz und Helga küssen sich.

### Happening in Meciko
Gesangsstar Nick Dreamer reist mit seinem britischen Butler Percy nach Mexiko, wo er in dem Film Happening in Meciko seine erste Filmrolle übernehmen soll. Regisseur Sam Vogel von der Rinaldo-Film erwartet sie bereits am Flughafen und weist sie zu ihrem Auto. Sie landen jedoch in einem falschen Wagen. Kurze Zeit später finden sich beide in den Händen von Kidnapper José Uraga wieder, der für Dreamers Freilassung von Sam Vogel 200.000 Dollar Lösegeld erpressen will. Vogel ist jedoch nicht bereit, die Summe zu zahlen, er will die Rolle lieber umbesetzen. Wenig später finden sich Nick und Percy in Säcken verpackt auf einem kleinen Schiff wieder. Uraga will sie mit seinen beiden Handlangern auf See über Bord werfen. Seine Schwester, die für kurze Zeit die Überwachung der beiden Gefangenen übernimmt, befreit jedoch Nick, der ihr ein Lied vorsingt und sie anschließend k. o. schlägt. Der begeisterte Leser von Kriminal-Groschenromanen befreit Percy und schlägt wenig später Uragas Handlanger nieder, die nun selbst in den Säcken landen und kurz darauf von Uraga über Bord geworfen werden. Auch Uraga und der Steuermann landen anschließend im Wasser und Nick und Percy erreichen mit halbtägiger Verspätung das Filmset. Vogel ist genervt, will Nick aber eine zweite Chance geben.

### Gedränge unterm Himmelbett
Paul Topper aus Castrop-Rauxel macht Urlaub im Salzkammergut. Er will die reine Natur genießen und badet nackt in einem Bergsee. Zwei Kinder entwenden seine Kleider und so steigt er nur mit Blattwerk bekleidet in die Villa eines holländischen Käsefabrikanten ein, wo er Sachen zu finden hofft. Im Bad entdeckt er ein Handtuch, in das er sich einwickelt. Plötzlich hört er Stimmen und flüchtet sich unter das Himmelbett im angrenzenden Schlafzimmer. Wenig später erscheinen Laura und ihr Liebhaber Bobby, die sehr zum Unmut von Paul ihr Liebesspiel auf dem durchhängenden Bett beginnen. Dieses wird unterbrochen, als Lauras Mann Lodewig überraschend von einer Reise zurückkehrt. Auch Bobby versteckt sich nun unterm Himmelbett, wo er zu seiner Überraschung Paul entdeckt. Die Männer machen sich miteinander bekannt, während über ihnen das lange Liebesspiel von Laura und Lodewig beginnt. Später verschwindet Lodewig im Bad und Paul und Bobby verstecken sich hinter der Gardine und im Schrank, bevor ihnen die Flucht gelingt. Lodewig ist zufrieden und geht zu Bett. Laura wiederum bittet den nächsten Liebhaber zu sich – Lodewigs Chauffeur, der die ganze Zeit unter dem Balkon gewartet hat. Er wirft sich aufs Himmelsbett, das prompt unter ihm zusammenbricht.

## Produktion
Initiator des Films war Musikproduzent Hans Bertram, der bei Produzent Karl Spiehs anfragte, ob er mit seiner Entdeckung Roy Black einen Film machen wolle. Es sollte aber kein Schlagerfilm sein. So baute ihn Spiehs in einen Episodenfilm ein, um ihn als Schauspieler zu testen. Dies funktionierte, womit die langjährige Zusammenarbeit zwischen Spiehs und Roy Black begann.
Paradies der flotten Sünder ist als Episodenfilm konzipiert, wobei die Rahmenhandlung mit Willy Millowitsch und Paul Löwinger die einzelnen Episoden verbindet und einleitet. Jede Episode beginnt mit einem Plakat im Reisebüro, auf dem Episodentitel, Regisseur und Kameramann genannt werden. Die Filmbauten stammten von Fritz Jüptner-Jonstorff und Sepp Rothauer. Das Leinwanddebüt von Sänger Roy Black kam am 19. April 1968 in die deutschen Kinos.
Im Film sind folgende Lieder zu hören:
- Roy Black: Bleib bei mir … (Text: Lilibert, Musik: Werner Twardy)
- Roy Black: Meine Liebe zu dir (Text: Lilibert, Musik: Werner Twardy)
- Hans-Jürgen Bäumler: Liebling, wenn du nicht meine Sprache sprichst

## Kritik
„Episodenklamauk um einen Fahrschüler, einen als Stubenmädchen verkleideten Mann, einen gekidnappten Filmstar und eine untreue Ehefrau“, befand der film-dienst.
Cinema schrieb: „Plaudereien im Reisebüro des Herrn Jäckele […] sind Auslöser für diesen viergeteilten, peinlich frivolen Platitüden-Salat […] Fazit: Den Witz umzingelt, erledigt und begraben.“
Keine gute Meinung von dem Werk hat auch der Evangelische Film-Beobachter: „Ein völlig belangloser Film, den man trotz der erstmaligen Mitwirkung des Schlagersängers Roy Black noch nicht einmal seinen Fans guten Gewissens empfehlen kann.“